# のるかそるか
『のるかそるか』（原題：Let It Ride）は、1989年制作のアメリカ合衆国のコメディ映画。競馬を題材としたコメディ映画。リチャード・ドレイファスとテリー・ガーは『未知との遭遇』に次いでの夫婦役での共演。

## あらすじ
ギャンブル好きのタクシー運転手ジェイ・トロッターは、ギャンブル嫌いの妻パムと金輪際ギャンブルはやめ、明日の土曜日は仕事が終わったらすぐに帰ると約束する。
しかし、客の会話を録音するのが趣味の同僚ルーニーが運転するタクシーに乗ってきた2人の男が、「明日のレースでは必ずチャリティーという馬が1着になる」という会話をしていたことを聞いたトロッターは早くも約束を破り、翌日仕事が終わった後、競馬場に行き、チャリティーに50ドルを賭けるが、ルーニーを始めとするギャンブル仲間は彼を冷笑する。実はチャリティーはずっと負け続けている馬だったからだ。
だが、いざレースが始まるとチャリティーは意外に健闘しレースは白熱、ついに写真判定となる。結果チャリティーは1着となり、トロッターは710ドルの勝ち金を手にする。トロッターは礼を言うため、ルーニーのタクシーで密談していた男たちに会いに行く。最初はゆすりに来たのではないかといぶかしがる彼らであったが、本当にお礼を言いに来たことが分かると、今度は第3レースの勝ち馬を教えてくれた。
すっかり気を良くしたトロッターは帰るのをやめ、第3レースに700ドルを賭けることにし、金持ちだけが入れる高級ジョッキー・クラブに入り、レースを観戦する。すると、情報通りの馬が勝ち、彼は2450ドルの勝ち金を手にする。
そこへ約束を破られて怒り心頭のパムが、ジョッキー・クラブに乗り込んでくる。トロッターはパムと大喧嘩、彼女は怒って帰ってしまう。そんな中始まった次のレースでトロッターの買った馬はまたしても1着となり、トロッターの勝ち金はついに6万9000ドルとなる。
一躍競馬仲間のヒーローとなったトロッターは勝ち金から1000ドルを使ってパムにネックレスを買い意気揚々と帰宅するが、パムは怒って酔いつぶれており、大金を見ても喜ばなかった。トロッターはここで初めて、パムが欲しいのはお金ではなく、自分の愛なのだと悟る。トロッターはパムのそばにあるトランプをめくり、まだツキがあることを感じて、再び競馬場へ向かう。
次のレースに勝ち金全額（実際は6万8000ドル）をかけたトロッターはまたしても勝利（彼が大金をかけたため倍率が40倍→8倍になった）、友人たちから祝福され、パムとも仲直りするのだった。

## キャスト
| 役名               | 俳優                     | 日本語吹替 | 日本語吹替 |
| 役名               | 俳優                     | VHS版      | TBS版      |
| ------------------ | ------------------------ | ---------- | ---------- |
| ジェイ・トロッター | リチャード・ドレイファス | 樋浦勉     | 富山敬     |
| パム               | テリー・ガー             | 土井美加   | 深見梨加   |
| ルーニー           | デヴィッド・ヨハンセン   | 大塚明夫   | 塩屋浩三   |
| ヴィッキー         | ジェニファー・ティリー   | 松井菜桜子 | 雨蘭咲木子 |
| グリーンバーグ     | アレン・ガーフィールド   | 宮田光     | 塚田正昭   |
| ジョニー・カジノ   | リチャード・エドソン     | 稲葉実     | 水野龍司   |
| ラフキン           | デヴィッド・シャラム     | 藤本譲     | 亀井三郎   |
| 馬券売り           | ロビー・コルトレーン     | 安西正弘   | 安西正弘   |
| デイヴィス夫人     | ミシェル・フィリップス   |            |            |
| エヴァンジェリン   | シンシア・ニクソン       |            |            |
|                    | トニー・ロンゴ           |            |            |
|                    | メアリー・ウォロノフ     |            |            |

- VHS版：DVD・BDには未収録
- TBS版：初回放送1993年5月26日『水曜ロードショー』